# Тольяттінська ТЕЦ
Тольяттінська ТЕЦ — теплова електростанція у Самарській області Росії.
Починаючи з 1961-го на майданчику ТЕЦ ввели в дію тринадцять парових котлів виробництва Таганрозького котельного заводу продуктивністю по 420 тонн пари на годину — два типу ТП-80 (станційні номери 1 та 2), шість типу ТП-87 (номери 3 — 8) та п'ять типу ТП-87/1 (номери 9 — 13). Вироблена ними пара живила десять парових турбін:
- дві введені в 1961 та 1963 роках турбіни Ленінградського металічного заводу типу ПТ-50-130/13 потужністю по 50 МВт, які надалі були модернізовані до типу ПТ-65/75-130/13 потужністю по 65 МВт (станційні номери 1 та 2);
- дві введені в 1963 та 1964 роках турбіни Ленінградського металічного заводу типу Р-25-130 потужністю по 25 МВт (номери 3 та 4);
- введена в 1968-му турбіна Ленінградського металічного заводу типу Р-35-130/4-13 потужністю 35 МВт (номер 6);
- дві введені в 1967 та 1971 роках турбіни Уральського турбінного заводу типу Т-100-130 потужністю по 100 МВт (номери 7 та 8);
- введена в 1971-му турбіна Уральського турбінного заводу типу Р-50-130/15 потужністю 50 МВт (номер 9);
- турбіна Уральського турбінного заводу типу Р-100-130/15 потужністю 100 МВт (номер 10);
- запущена в 1994-му турбіна Ленінградського металічного заводу типу ПТ-80-130/13 потужністю 80 МВт (номер 5).

Таким чином загальна електрична потужність станції могла досягати 645 МВт.
Для збільшення теплової потужності в 1963—1970 роках ввели в дію шість водогрійних котлів Барнаульського котельного заводу типу ПТВМ-100 продуктивністю по 100 Гкал/год.
Станом на 2020 рік котли № 1, № 7, № 12 та № 13 були виведені з експлуатації. При цьому турбіну № 10 вивели у довгострокову консервацію.
Як паливо станція первісно використовувала вугілля, а потім була переведена на природний газ, що може надходити в район Тольятті по трубопроводу Мокроус – Самара – Тольятті та перемичкам від Південного газотранспортного коридора.
Для видалення продуктів згоряння призначені кілька труб, при цьому труба № 1 має висоту 70 метрів, а труби № 3 та № 4 — по 150 метрів.
Видача продукції відбувається по ЛЕП, що працюють під напругою 110 кВ.